# Clossiana lapponica
Clossiana lapponica är en fjärilsart som beskrevs av Eugen Johann Christoph Esper 1800. Clossiana lapponica ingår i släktet Clossiana och familjen praktfjärilar. Inga underarter finns listade i Catalogue of Life.